# Veronika Martjenko
Veronika Aleksandrovna Martjenko (ryska: Верони́ка Алекса́ндровна Ма́рченко), född 27 november 1959, är en rysk journalist och grundare av organisationen Pravo materi (Mödrars rätt). 
Martjenko utbildade sig till journalist vid Moskvas statliga universitet och arbetade efter det på tidningen Junost (ungdom) .
Hon grundade organisationen Pravo materi  för att stötta föräldrar till soldater som stupat i tjänsten under fredstid att ta reda på vad som varit orsak och söka kompensation och åtal av de skyldiga. I flera fall var orsaken till dödsfallen mobbning.  
2009 tilldelades Martjenko International Women of Courage Award.
2013 rapporterades det att Martjenko vädjade om bidrag till organisationen då konkurs hotade.